# Ombrageuse
Cucullia umbratica
Espèce
L'Ombrageuse, Cucullia umbratica, est une espèce d'insectes lépidoptères (papillons) de la famille des Noctuidae.
Eurasiatique, assez répandue en France.
Elle occupe des milieux variés : prairies, clairières...
La chenille se nourrit de diverses Astéracées (Composées) : Sonchus, Taraxacum...
L'imago vole essentiellement de mai à juillet (une seconde génération partielle peut se présenter).

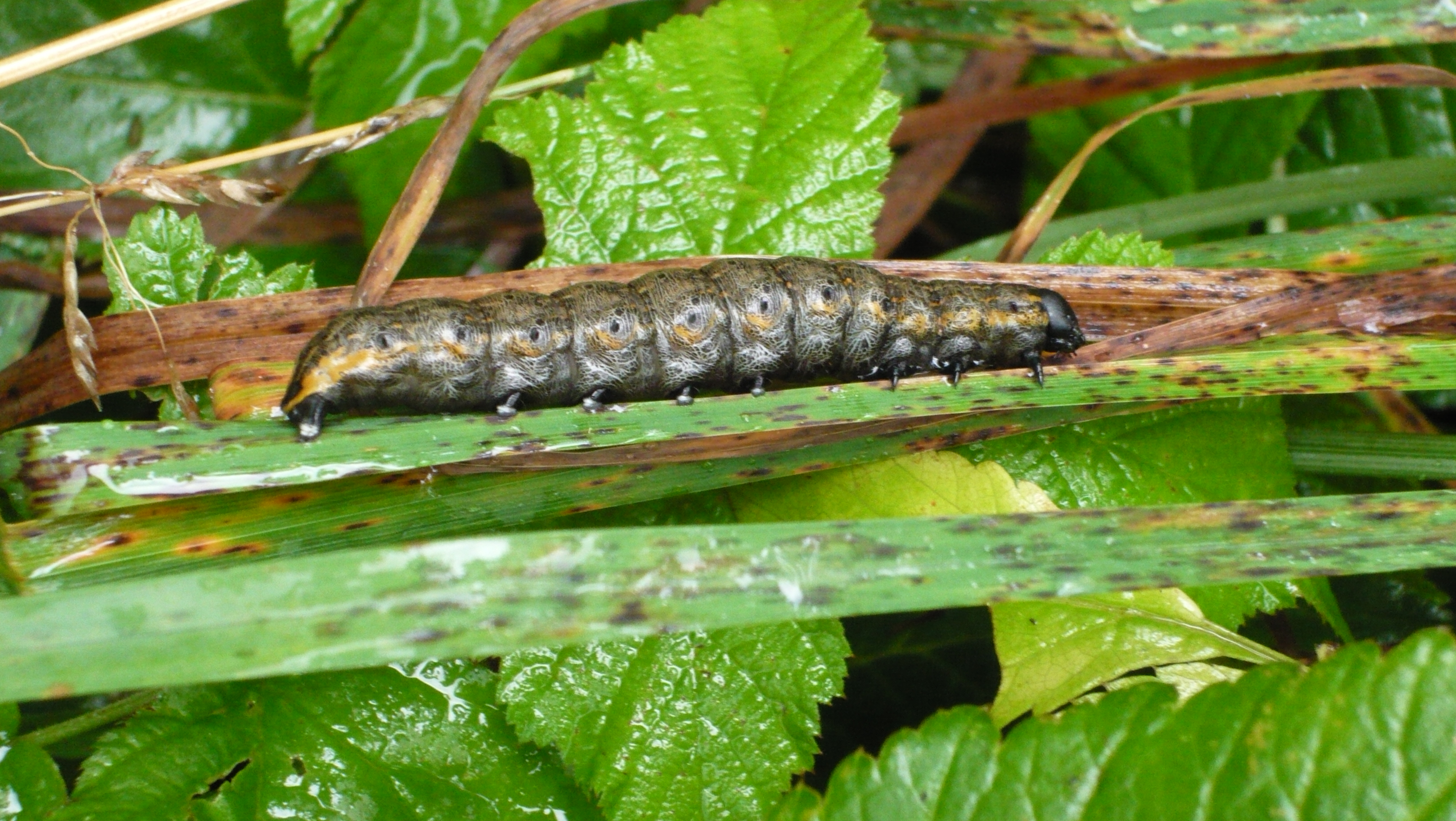
Chenille
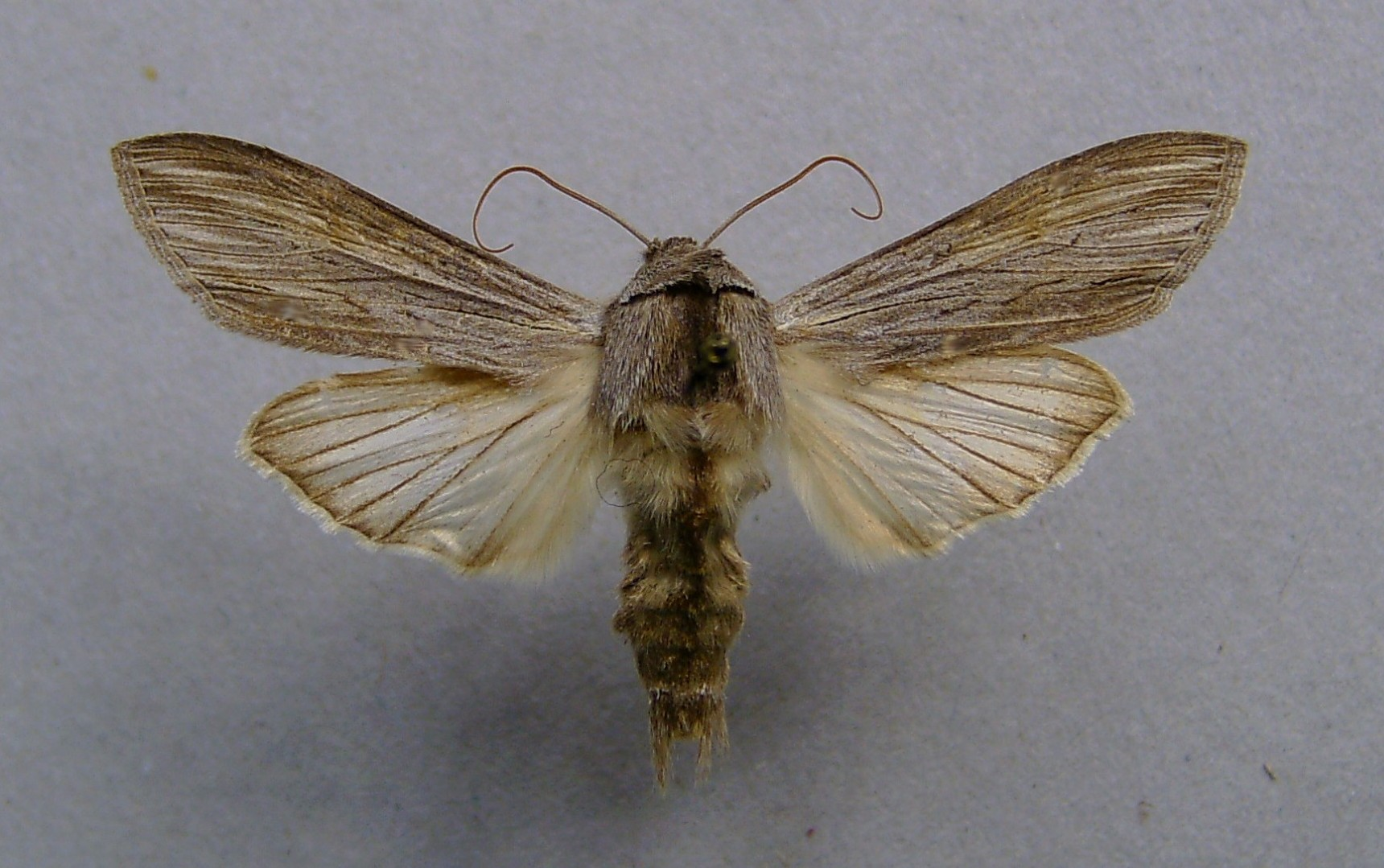
Adulte